# 和智雄司
和智 雄司（わち ゆうじ、1994年3月7日 - ）は、日本の実業家、投資家。ZEROUM株式会社創業者・代表取締役社長兼CEO。情報経営イノベーション専門職大学客員准教授。

## 人物・来歴
大阪府東大阪市出身。2017年慶應義塾大学商学部卒業、同年フリークアウト入社。退職後、フリーランスのエンジニアとして活動。2018年にZEROUM株式会社を設立、同社代表取締役に就任。
ライブ配信拡張プラットフォームDoneru、リンクプロフィールサービスVIRALなどのWEBサービスの運営、各種WEBメディアの運営などを手掛ける。クリエイターエコノミー領域での事業展開を主にしている。

## 経歴
- 2017年 - 慶應義塾大学商学部を卒業。
- 2018年4月 - ZEROUM株式会社を創業。
- 2019年7月 - ライブ配信拡張プラットフォームDoneruの運営を開始。[6]
- 2021年11月 - リンクプロフィールサービスVIRALの運営を開始。
- 2021年12月 - マイクロソフト社の「Microsoft for Startups」に採択。[7]
- 2023年7月 - ZEROUMが天皇陛下及び内閣総理大臣より紺綬褒章(官報令和5年)を受章。[8]